# Preikestolen

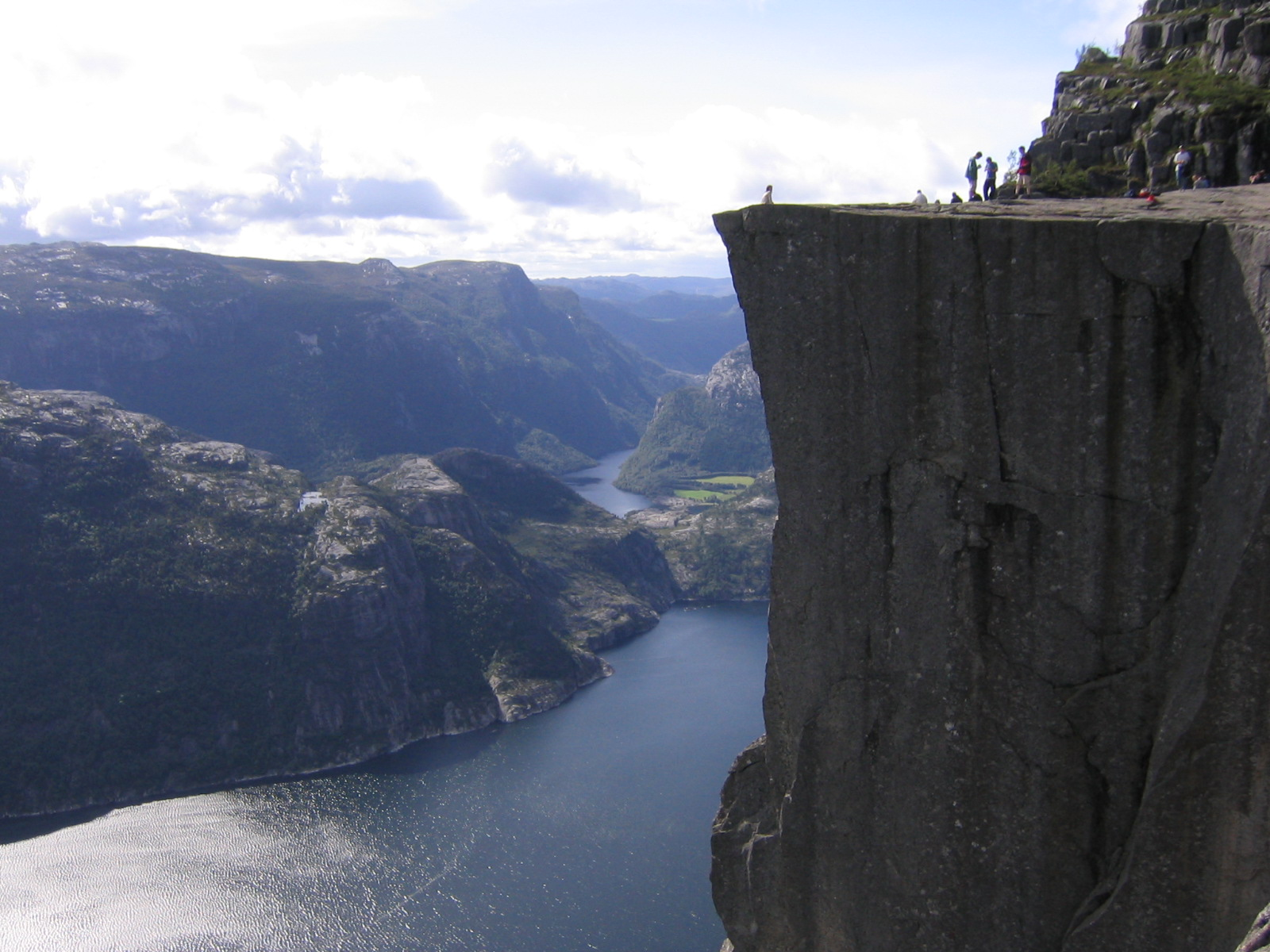
Preikestolen med Lysefjorden i bakgrunden

Preikestolen är en fjällplatå som ligger vid nordsidan av Lysefjorden i Forsands kommun, Ryfylke sør i fjordene i Norge. Dess höjd över havet är 604 meter. Platån är ett känt turistmål i Ryfylke och för Norge. Tidigare hette platån Hyvlatånnå (Hyveltanden).

## Preikestolen som turistmål
Preikestolen upptäcktes som turistmål runt 1900, när Stavanger Turistforening (STF) började använda denna fjällplatå som ett viktigt turistmål, och det var de som gav den namnet Preikestolen, den nynorska versionen av Prekestolen. STF byggde Prekestolhytta 1949. 2004 kompletterades denna med Preikestolen Fjellstue. Preikestolhytta fick vägförbindelse 1961.
Platsen besöktes av 117 554 personer under perioden 1 maj till 31 augusti 2008. Under 2018 gick över 300 000 personer till Preikestolen. I juni 2019 var det 64 000 besökare. År 2022, från och med oktober, uppskattades det att 330 000 hade besökt platsen dittills det året, vilket är ett nytt rekord.
2020 certifierades den fyra kilometer långa sträckan till Preikestolen som Nationell turistled.

## Tillgänglighet
Underlättande av turismen till Predikstolen (parkering, toalett, service, förbättring av stig med mera) ombesörjs av Stiftelsen Preikestolen.
Normal gångtid från Preikestolenhytta och Preikestolen Fjellstue till Preikestolen är 2–2,5 timmar enkel tur. Det är en 4 km vandring med en höjdskillnad på 330 meter. Stigen har förbättrats med bland annat gamla järnvägssliprar över en myr. Under 2013 och 2014 gjorde sherpas från Nepal omfattande förbättringar av stigen med trappor och stenläggning.
Stigen är kuperad och tidvis väldigt svår. De senaste åren har flera räddningsinsatser genomförts av lokala frivilliga hjälporganisationer i regi av bland annat Folkhjälpen och Röda Korset. Problemet har ofta varit att någon har haft olämpliga skor, varit dåligt klädd eller börjat för sent, så att mörkret har fallit.

## Natur

### Geologi
Klippan bildades under istiden, för cirka 10 000 år sedan, när glaciärens kanter nådde klippan. Vattnet från glaciären frös fast i bergets sprickor och bröt så småningom av stora, kantiga block, som senare fördes iväg med glaciären. Detta är orsaken till platåns vinkelform. Längs själva platån finnas en djup spricka. På grund av dessa sprickbildningen kommer platån någon gång att falla ner, men alla geologiska undersökningar har visat att detta inte kommer att ske inom överskådlig framtid, och geologer har bekräftat platåns säkerhet.

### Omgivande landskap
Klippan har utsikt över Ryfylkeregionens dalar. Bergen som omger klippan når höjder på upp till 843 meter. 
I närheten, nära slutet av Lysefjorden, ligger det 1110 meter höga berget Kjerag, som också är ett vandringsmål. Vissa turister väljer att avstå från turer till Preikestolen och istället bege sig till Kjerag.

## I populärkulturen
- En granitskulptur av klippan restes i staden Langeskov i Danmark för att fira den norska vänorten Forsand.[6]
- I slutscenen av sista avsnittet av andra säsongen av Vikings ses huvudpersonen Ragnar Lothbrok sitta på toppen av Preikestolen.
- Hösten 2017 spelades scener till filmen Mission: Impossible – Fallout in på Preikestolen.[7] I den sista stridsscenen i filmen ses hur Tom Cruise klättrar uppför Preikestolen, även om den i filmen är tänkt att vara i det indiskt administrerade Kashmir.[8]
- En sång som heter Amali thumali från den tamilspråkiga storfilmen Ko från 2011 visar paren som dansar på Preikestolen.[9]

## Bilder

De högsta havsklipporna i Europa (från vänster): Hornelen (860 meter), Enniberg (Färöarna, 750 meter), Croaghaun (Irland, 668 m), Vixia Herbeira (Spanien, 621 meter), Preikestolen (604 meter), Slieve League (Irland, 601 meter), Cabo Girão (Portugal, 589 meter). Översikten visar också Cliffs of Moher (217 meter) och Cabo da Roca (Portugal, 140 meter).

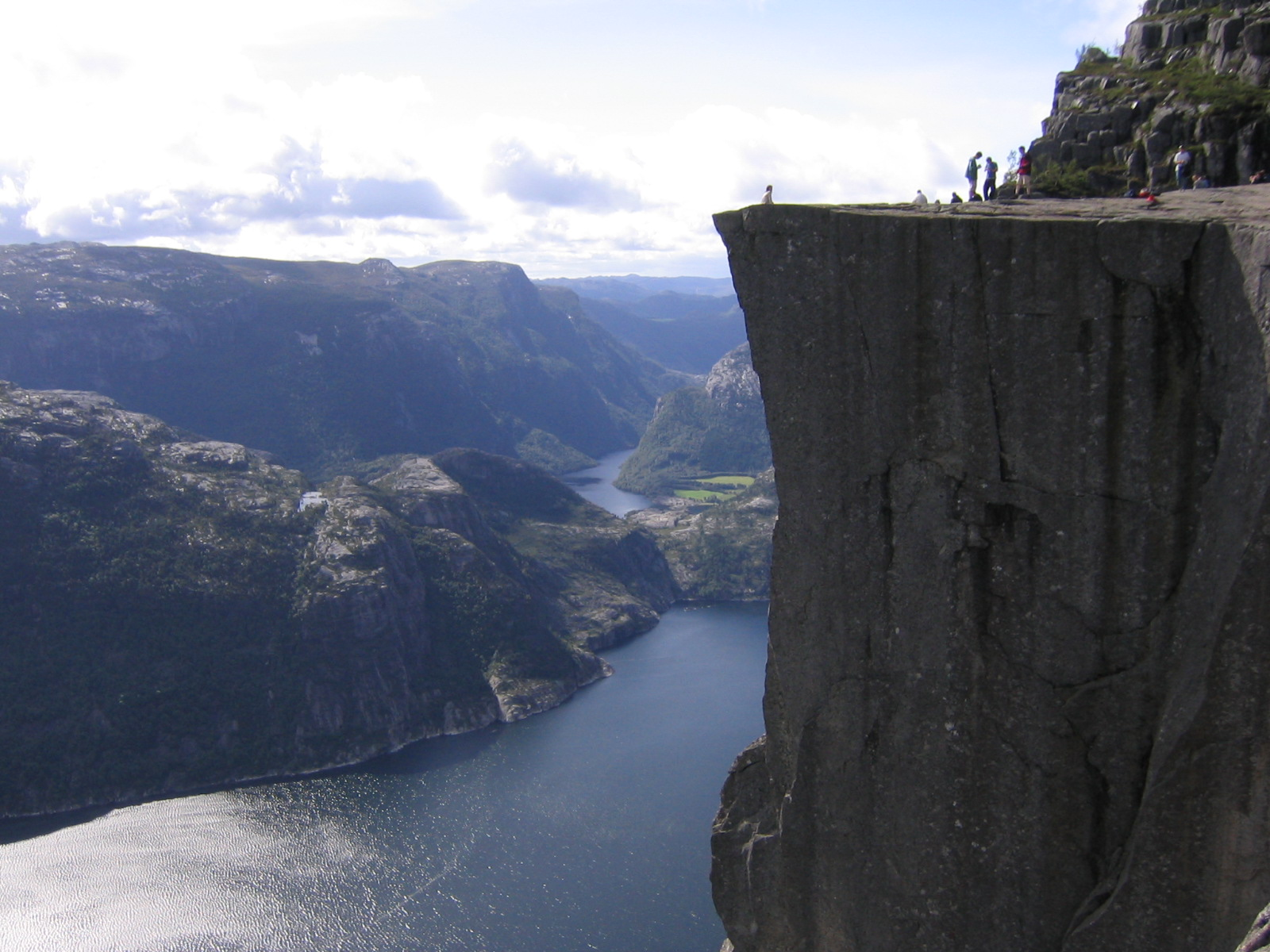
Preikestolen med Lysefjorden i bakgrunden, sett mot sydväst
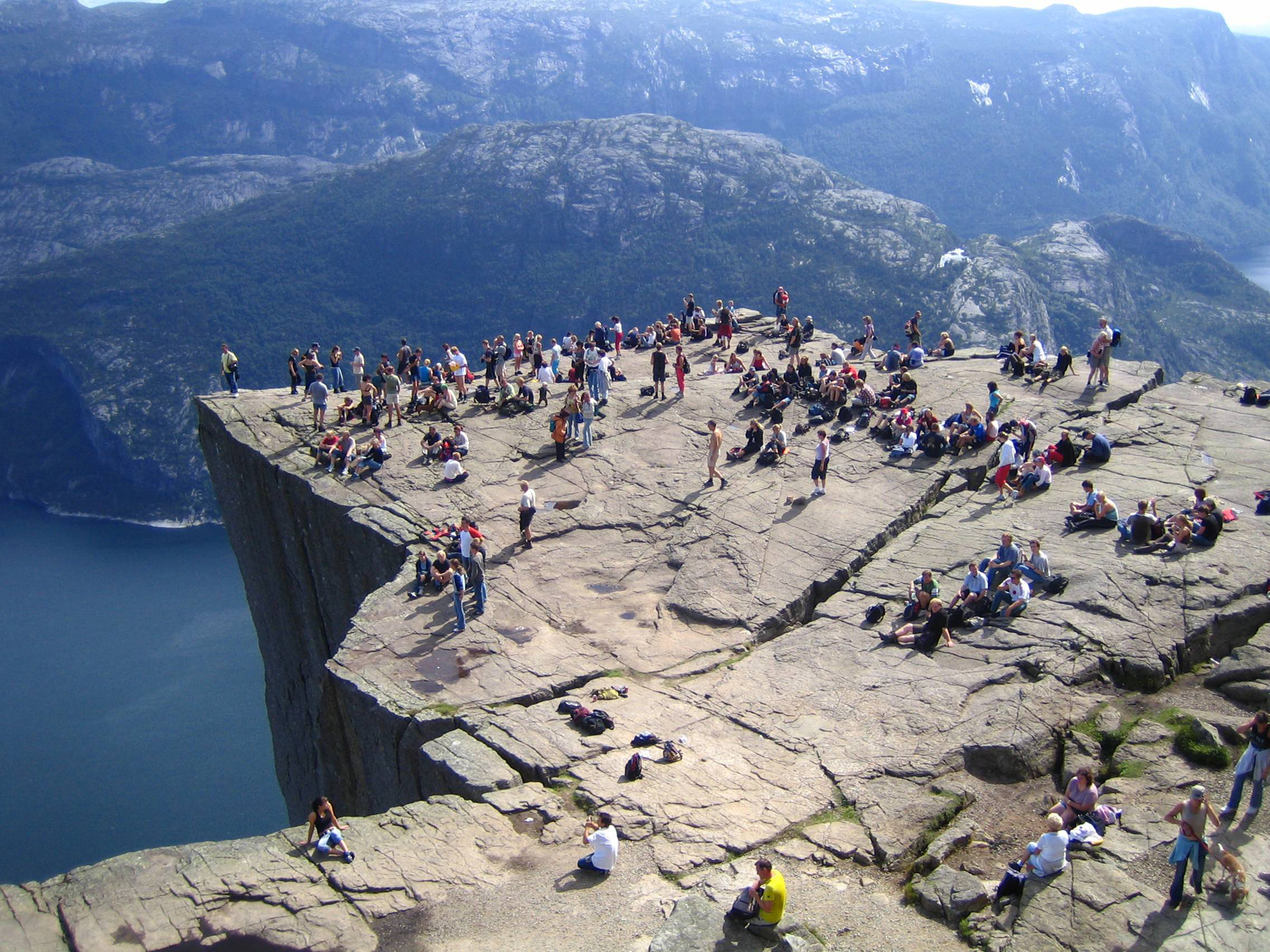
Preikestolen på sommaren, sett mot söder
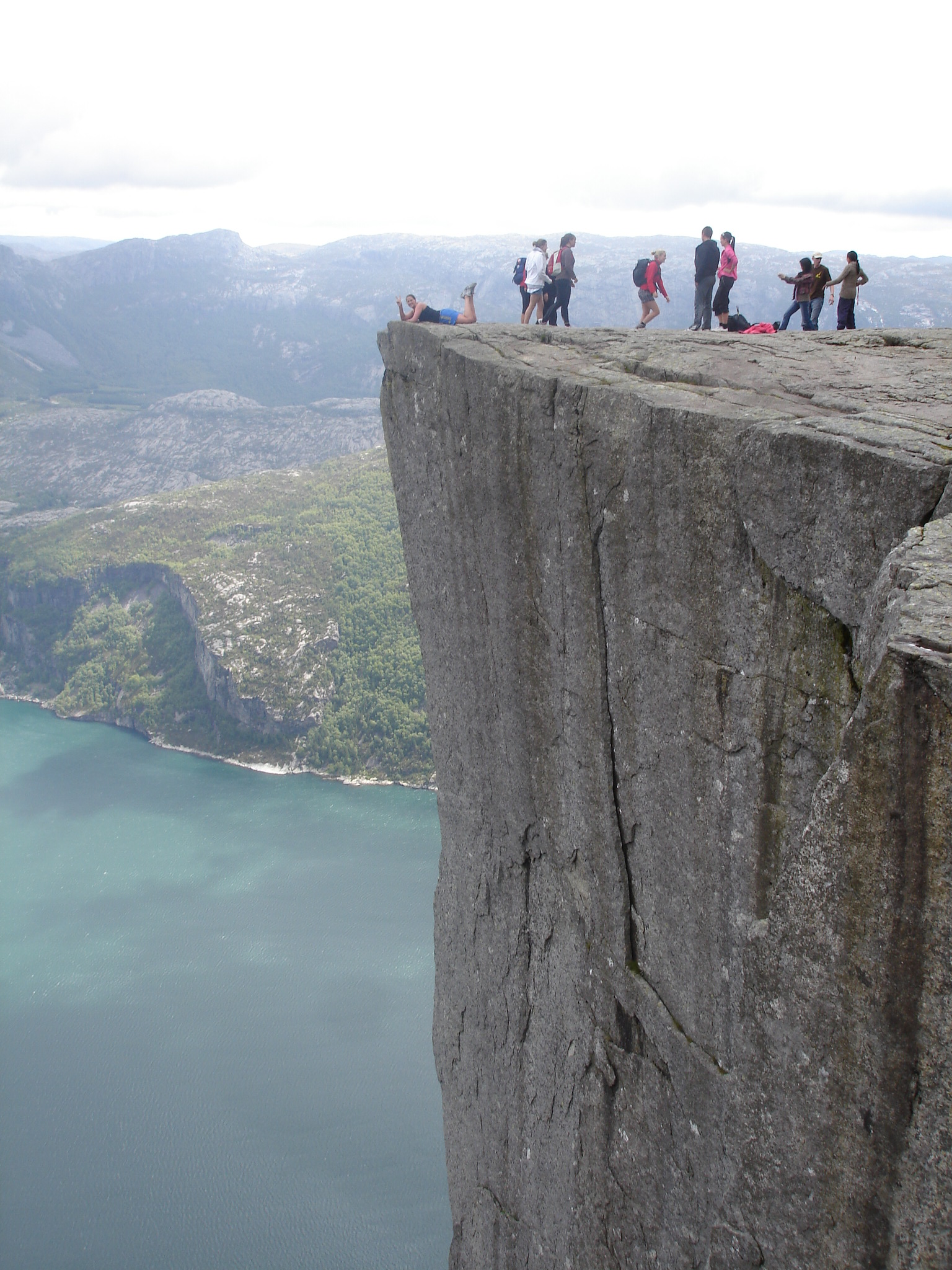
Preikestolen, juni 2009
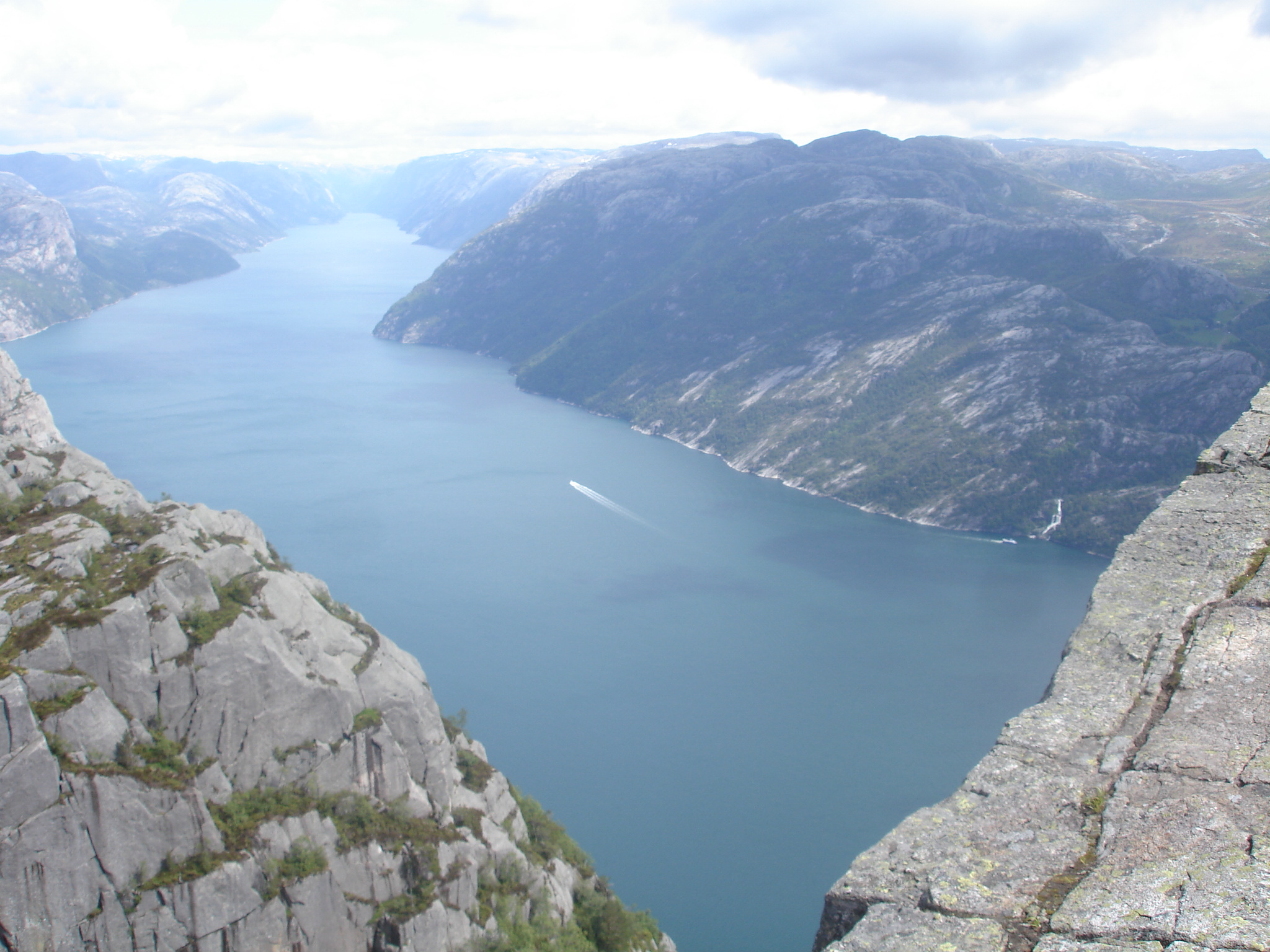
Utsikt från Preikestolen överLysefjorden
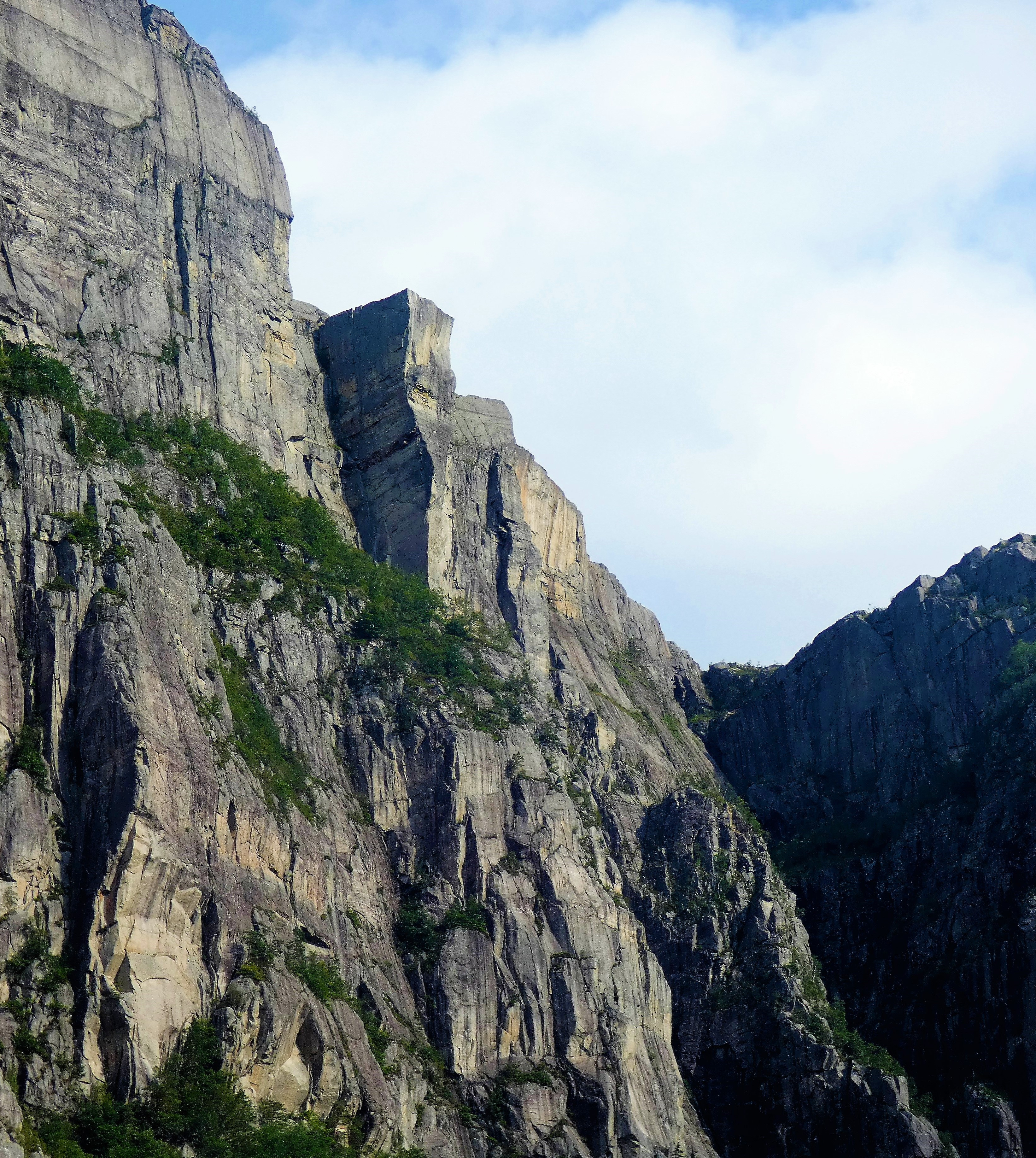
Preikestolen sedd från Lysefjorden
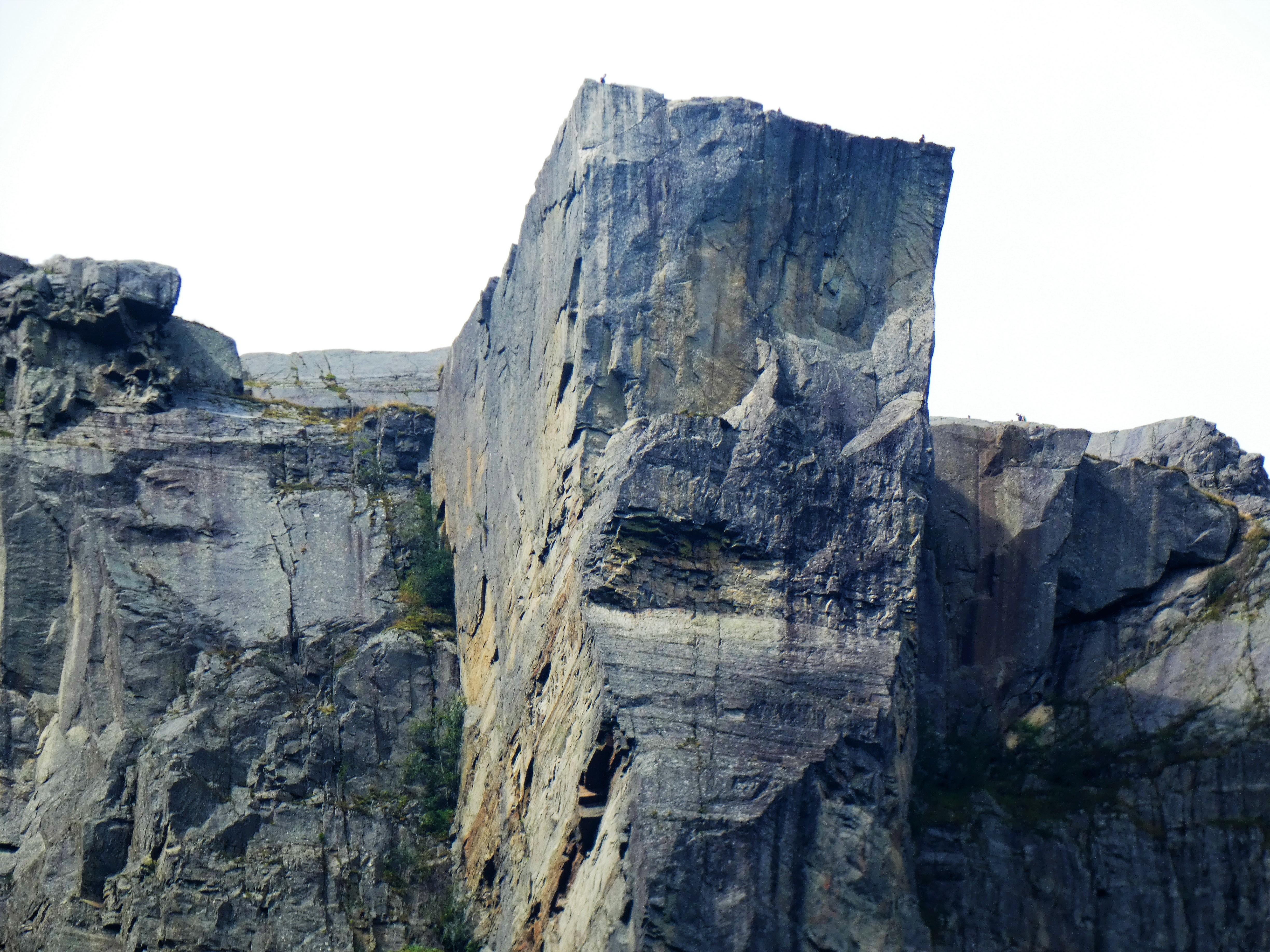
Preikestolen sedd från Lysefjorden
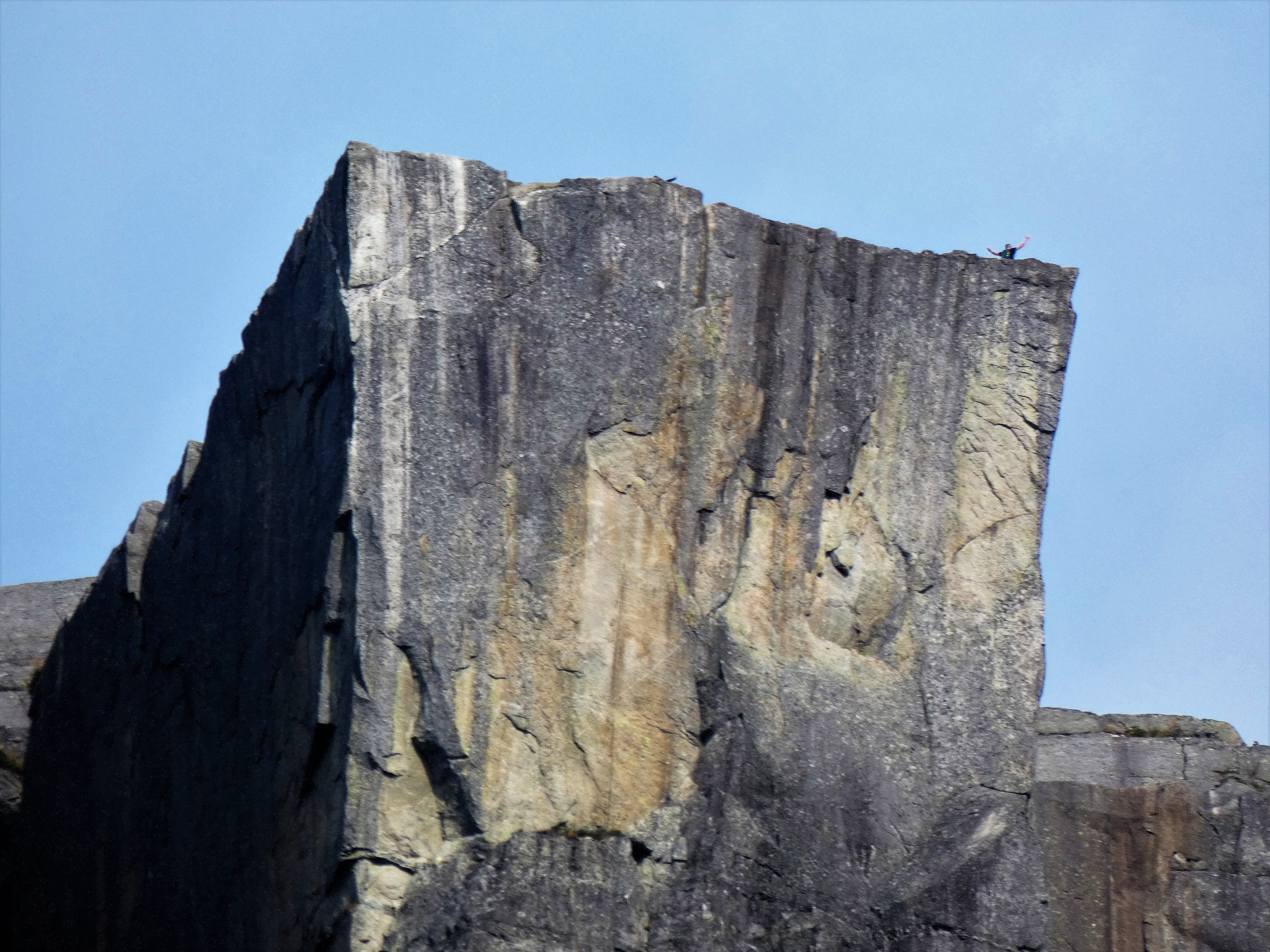
Preikestolen sedd från Lysefjorden
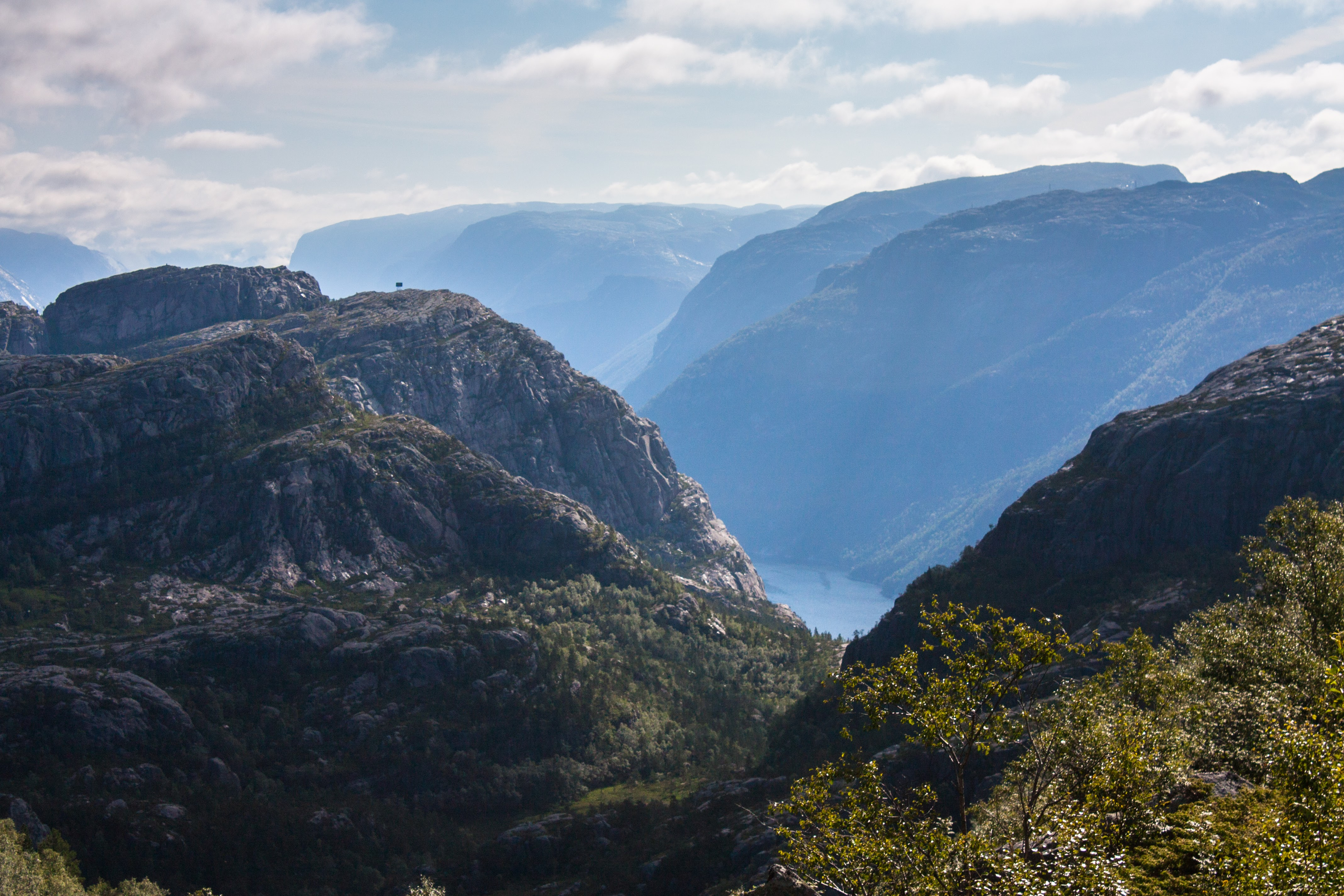
Utsikt från stigen
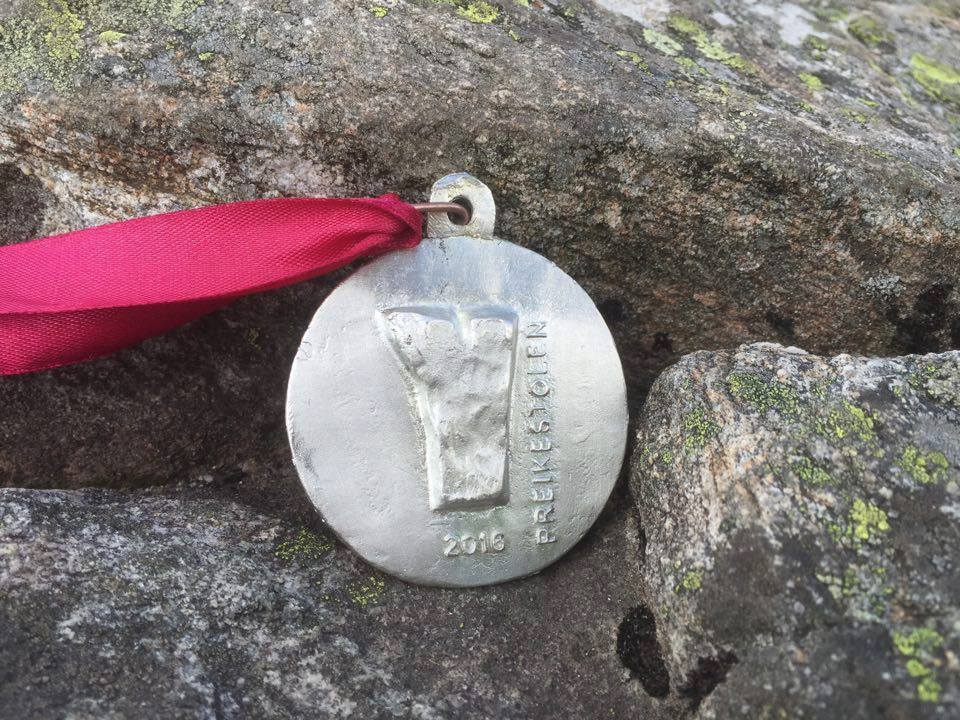
Preikestolen-medaljen 2016